# 香港唱片公司列表
以下列出香港現有／合併／撤出香港市場的唱片公司。
只列出香港歌手（非歌手不計）。

## 國際唱片公司
| 公司                                      | 英文            | 主要旗下香港歌手 |
| 香港環球唱片易思音樂 （環球唱片代理發行） | Universal Music | 旗下歌手列表     |
| 香港華納唱片                              | Warner Music    | 旗下歌手列表     |
| 香港索尼音樂娛樂                          | Sony Music      | 旗下歌手列表     |

## 香港唱片公司
| 公司                                            | 英文                                                    | 主要旗下香港歌手                                                                      |
| 英皇娛樂                                        | Emperor Entertainment Group／EEG                        | 旗下歌手列表                                                                          |
| 寰亞音樂 （寰亞傳媒集團旗下，華納唱片代理發行） | Capital ArtistsMedia Asia Music                         | 旗下歌手列表                                                                          |
| 星夢娛樂愛爆音樂                                | The Voice Entertainment／TVB Music GroupAll About Music | 星夢娛樂旗下歌手列表愛爆音樂旗下歌手列表                                              |
| 大國文化                                        | Music Nation Records                                    | 旗下歌手列表                                                                          |
| 東亞唱片 （寰亞傳媒集團旗下，環球唱片代理發行） | A Music                                                 | 旗下歌手列表                                                                          |
| 加音樂唱片                                      | Add Music                                               | 方文、李偉                                                                            |
| 天下一音樂 （The Orchard代理發行）              | One Cool Music                                          | 旗下歌手                                                                              |
| 維高文化                                        | WOW Music                                               | 旗下歌手列表                                                                          |
| Terence Lam Production & Co                     | —                                                       | 林家謙                                                                                |
| 雷同二友工作室                                  | —                                                       | 雷同二友                                                                              |
| 自許紀錄唱片                                    | —                                                       | 許廷鏗                                                                                |
| Wyman Limited                                   | —                                                       | 黃偉文                                                                                |
| 音樂份子                                        | Frenzi Music                                            | 張進翹                                                                                |
| Starz Track                                     | —                                                       | 旗下歌手                                                                              |
| 臻世娛樂                                        | Zoen Sai Music                                          | 施匡翹、袁偉豪、謝高晉、鍾君珩、何天嵐、謝志豪                                        |
| 天盟娛樂                                        | Sky Team Entertainment                                  | 旗下歌手列表                                                                          |
| Lava Music Entertainment                        | －                                                      | Carrier 帶菌者、蔡紫晴、Andy is Typing...、The Origin、Ashia、Nervous System 神經系統 |
| 淺白本部                                        | Light White Studio                                      | 謝安琪、張繼聰、Cousin Fung                                                           |
| 意晴 （環球唱片代理發行）                       | Sunny Idea                                              | 旗下歌手列表                                                                          |
| 草田樂樂 （華納唱片與寰亞音樂代理發行）         | Strawberry Fields                                       | 方皓玟、章尾而                                                                        |
| 音樂手作                                        | Musechic Ltd （The Orchard代理發行）                    | Charming Way、王君馨、徐偉賢、陳明恩、張彥博                                          |
| 環星娛樂                                        | WSM Music Group                                         | 旗下歌手列表                                                                          |
| 永恆唱片 （Sony Music代理發行）                 | Wing Hang Recond                                        | 旗下歌手列表                                                                          |
| 風行唱片                                        | Fung Hang Record                                        | 歐信希、葉振棠、露雲娜、李龍基、方伊琪                                                |
| 尚品娛樂                                        | Song Entertainment                                      | 甄采浠、安俊豪、吳啟釗、蘇家欣                                                        |
| Note13 Creatives （環球唱片代理發行）           | —                                                       | 葉文輝、唐浩嘉、羅啟聰# #經理人為大名娛樂                                             |
| 名將音樂 （大名娛樂旗下）                       | Honor Musik                                             | 陶枳樽                                                                                |
| 私人國 （Sony Music代理發行）                   | Kingdom C                                               | 私人國概念集團#旗下艺人                                                               |
| 灰階音樂 （Sony Music代理發行）                 | Greytone Music                                          | 李礎業、JB、Novel Friday                                                              |
| 稻稈唱片                                        | Straw Music                                             | 符家浚、黃穎欣、歐國成、胡樂彤                                                        |
| 網絡藝人娛樂                                    | Vlogger Entertainment                                   | 羅凱鈴、                                                                              |
| 音樂恐慌                                        | FEAR Music                                              | 崔可迪／NeverLu、Yi Yan易欣、曹震豪、BENJI姜                                          |
| PAT'S TRICK & CO.                               | －                                                      | 鄧健泓、石詠莉                                                                        |
| 二象音樂                                        | Duality of Music                                        | 李芷君、黃凱逸                                                                        |
| Kontrol Limited                                 | －                                                      | 黃寶瑤、Hey Joe Trio、敖可凝（17Live）                                                |
| 酷逼娛樂                                        | HoBig Entertainment                                     | 駱胤鳴、泫希、何家銘                                                                  |
| Milestone Music                                 | －                                                      | 高暉／LK、ZolarWind 2.0                                                               |
| 心音樂                                          | SOME1MUSIC                                              | 黃千庭、鄒旻諾                                                                        |
| 皇者娛樂                                        | Kings Entertainment                                     | 韓子亮、邱耀鋌                                                                        |
| 新時代星工廠 （中星集團旗下）                   | Neway Star                                              | 曾傅君、林晴恩                                                                        |
| 耀榮文化                                        | Yiu Wing Live                                           | 傅珮嘉、張紋嘉、呂喬恩                                                                |
| 瑩璽 6243 有限公司 （Sony Music代理發行）       | YHYS 6243 Limited                                       | Beanies                                                                               |
| 科電製作                                        | Tech Channel Production                                 | 彭家麗、藍                                                                            |
| 零企音樂                                        | PBZ Music                                               | 李昊嘉、胖胖樂團、王漢勛、Ah Hei、陳韻珊、Eric Fung                                   |
| 太空船音樂有限公司                              | Spaceship Music                                         | 李俙嬈、浠彤                                                                          |
| Whatever Music                                  | －                                                      | The Black Sheepee、Blaster                                                            |
| 野菌工作記事本                                  | Phoenixgoo                                              | 謝雅兒                                                                                |
| 天誌藝人管理                                    | TG Management                                           | 咖啡因公園、農夫                                                                      |
| 加大碼娛樂製作                                  | XL Entertainment Production                             | 劉瑞祈、海淦清                                                                        |
| 框格音樂事務                                    | Hongermusic Venture                                     | 李國祥、余震東、崔碧珈                                                                |
| Echo娛樂                                        | Echo Entertainment                                      | 泰倫斯、dV7                                                                           |
| Demo Records （The Orchard代理發行）            | -                                                       | 旗下歌手                                                                              |
| 土城娛樂                                        | Cosset Entertainment                                    | 黎啟峰、MISS JANNI                                                                    |
| 元宇宙文化                                      | Metaculture                                             | 鄺星宇、蘇煒喬、鍾達茵、侯慧寧                                                        |
| Accela Entertainment                            | -                                                       | 劉浩龍（生意兄龍工作室）、李健宏／KB、谷旻、小肥、陳慧敏                              |
| 也克唱片有限公司                                | YACK STUDIO RECORD LIMITED                              | 旗下歌手                                                                              |
| 星演國際                                        | Stars Music International                               | HANA菊梓喬、洪韻騏                                                                    |
| 行動派                                          | HDP                                                     | 旗下歌手                                                                              |

## 為獨立歌手代理發行公司
| 公司                                                   | 英文               | 主要旗下香港歌手（按出道年份排序） |
| 3721製作 （Sony Music代理發行）                        | 3721 Productions   | 野佬Yellow!、Jerald |
| 仙人掌製作                                             | Cactus Creation    | R.O.O.T、逆流、WHIZZ、觸執毛、Jan Curious、Anna hisbbuR、劉君冬 |
| Shuffle Production視奧有限公司 （The Orchard代理發行） | —SEEAHOLE          | 王嘉莉、Osidori、Candice霖霖王嘉莉、劉卓軒、未能接通、新青年理髮廳、Beat Friday、Cousin、Instinct Of Sight、貝詩畢頓、許東晴、Lester Lam、陳浩、歐陽德輝、Franklin Telescope |
| 第十六製作（The Orchard代理發行）                      | 16TH Productions   | 曹朗、戴晉揚、薛德勇 |
| 天作創意                                               | Daymaker Creatives | 胡學軒、楊雅餘、iii、雷深如、Graphicker、意色樓、何景熙、SENZA A Cappella、Carrier帶菌者、Lolly Talk、STRAYZ、吳倩怡                                                         |
| 維港唱片                                               | Harbour Records    | My Little Airport、咖啡因公園 |
| Nugget Group                                           | —                  | Luna Is A Bep、Salty Chick、Rawtrack |
| 幻國文化娛樂                                           | imagine.nation     | 王嘉儀 |
| 自許記錄                                               | ALFRECORDS         | 許廷鏗、黃斯琪 、MATCH |

## 歌手或音樂人自立品牌
按姓名排序
男
- before the night ends
- Delta T（Timez Records）
- MastaMic（MASTA & CO.）
- Room307／Allex Chan（撒野作風 Wildstyle Records）
- SADJAY（WEIRDO CREATIVE）
- T-Ma（藍月製作有限公司 Blue Moon Production）
- Tyson Yoshi（宏星娛樂 JUST KIDDING）
- 方大同（賦音樂 FU Music）
- 王梓軒（OMF Music Inc）
- 朱敏希／KW（華韻家族 Vitaz Vanini）
- 何展睿（天聲音樂 ST Music Production）
- 李拾壹（司琴低娃音樂 Lowland Pianist Music）
- 李達仁（眾神娛樂文化 Zeus On Entertainment）
- 林家謙（小林不動產 Terence Lam Production & Co （页面存档备份，存于））
- 林鉫徫（拓坊 Pioneer Studio）
- 林德信（Ready Magic）
- 林聰（Goomusic）
- 洪楗華（萬事通音樂有限公司 Manstone Music）
- 徐天佑（Limitless O Creative）
- 恭碩良（JK Music）
- 袁學謙（Good Cause Digital）
- 馬浚偉（On Stage Music）
- 區瑞強（紫銀星音樂 Purple Star Music）
- 張崇德、張崇基（音樂人製作 Music Man Productions）
- 梁漢忠（香港梵高娛樂 Van Gogh Entertainment）
- 莊正（Flow Records）
- 郭富城（小美工作室 First Strong Workshop）
- 陳星佑（IN Music）
- 麥浚龍（Chapel of Dawn）
- 湯駿業（Bill Bill Production）
- 黃尚偉（黃尚偉製作有限公司 Conrad Production）
- 雷有輝（Mad Company，環球唱片代理）
- 廖澤洋（PMG House）
- 劉威煌（珀寶製作 B.GLAMOROUS）
- 劉德華（映藝音樂 Focus Music）
- 潘宇謙（Approved Music）
- 黎曉陽
- 盧華（長泰娛樂 Cheung Tai Entertainment）
- 霍羿文（MV. STUDIO）
- 鮑比達（展变媒介 Evolution Media）
- 應智越（應智越工作室 Ying Production）
- 鍾浩賢（Be My Dream）
- 鍾漢良（花花草草娛樂事業 Cornucopia Entertainment／個中人有限公司 The Expert Entertainment）
- 藍奕邦（Quiet Rebal，Sony Music代理）
- 龐景峰（APP）
- 嚴駿祺（Salty Crew Music Entertainment）
- 關楚耀
- 何卓彥（Beat One）
- 周國賢（朦朧眼／Major Pop）
- 魏浚笙（太極星娛樂 BTBAS）
- 小肥
- 胡渭康
- 何衍隆（皇娛樂 Crown Entertainment）
- 尤志豪（思想製作 Ideology Productions）
- 黃劍文（燊紅日管理 Red Sun Management）
- 蔡港評（星藝亞洲 HAVE A NICE MUSIC）
- 馬天佑（無人駕駛工作坊 Fame Glory Production）
- 何弘軒（七天娛樂文化 Seven Days Entertainment Culture|）
- 鄭中基（機動娛樂 Running Team Ltd）

女
- Hey Rachel（1516 Productions）
- Kendy Suen／孫曉賢（K Studio Workshop）
- Kiri T（Kurious Grocery）
- Luna Is A Bep（Nugget Group）
- Merry Lamb Lamb（午夜浪漫 Midnight Romance Records）
- Robynn Yip／葉晴晴（Rye Music Studio，Warner Chappell代理）
- Serrini（鑽石娛樂 Jengs Bunka）
- 可嵐 (L Music)
- 王馨平
- 朱紫嬈（星藝制作 Art-Star）
- 何雁詩（Ho Stephanie）
- XTIE（Solar Rye Records）
- kayan9896（Project 9896）
- 岑寧兒（如此有限公司 Roots Agency Ltd.）
- 李樂詩（Joyce Artist）
- 李璧琦（Sing Your Heart Out HK）
- 李雯希（Star Project Entertainment）
- 周慧敏（周慧敏主意工作室 V VISION WORKSHOP）
- 尚羚（Woody Tunes，環球唱片代理）
- 林二汶（Smallmslam Limited，Sony Music代理）
- 倪辰（Happy Hour Online Media）
- 張天穎（JME）
- 張若希（唐韋琪才藝訓練中心 Vikki Production）
- 張惠雅／Regen C.（A.Room production／月見）
- 梁雪瑤（梁雪瑤工作室）
- 梁詠琪（G Major Limited）
- 許雅（PMG House）
- 陳青昕（Reel Music Productions）
- 陳詩慧（Sevenstars Production）
- 陳慧敏（木船音樂創作室）
- 陳凱詠（Drip Drip Studio／Jace World，Sony Music代理）
- 陳薔天（Singing studio）
- Yuki Lovey（Guinness Records）
- 湯寶如（K Art Workshop）
- 黃意雅
- 黃筠兒（RT Music & Entertainment）
- 楊凱晴（Under Production）
- 趙頌茹（Mars Music）
- 趙學而（Skinny Por Por's Jukebox）
- 鄧月平（天亞娛樂 Skyia Entertainment）
- 黎瑞恩（感恩製作）
- 鍾舒漫、鍾舒祺（一個人一首歌 Every Life Is A Song）
- 羅敏莊（New Century Workshop （页面存档备份，存于））
- 關心妍（晧星文化娛樂 MONO INTERNATIONAL，Sony Music代理）
- 姜麗文（Kalatribe Ltd）
- 王菀之（Ivana Music Ltd，Sony Music代理）
- 林穎彤
- 鄧麗欣（凱藝娛樂　Supreme Art Entertainment）
- 鍾雨璇（創典娛樂制作 Legendary Creator Entertainment）
- 藍月（藝斯娛樂 EXP Entertainment）
- 鄧麗英（小薯茄 Pomato Studio）
- 周卓盈（MICMICMUSIC）

組合
- ALL FOR ONE（Freeway Entertainment）
- Canband
- CU Again（Clothes Up Limited）
- FIESTER（創意搖籃有限公司 Cradle Creative）
- FreshLife（Pool Music Production）
- KOLOR（神馬音樂 WhatsUp Music）
- movin'（Workagoolic）
- My Little Airport
- Pandora樂隊（好男人娛樂製作 G-Men Entertainment）
- RubberBand（R Flat）
- Supper Moment（奇蹟娛樂 Miracle Entertainment）
- The Boogie Playboys（都營制作 Toei Production）
- The Hertz（852 HZ）
- ToNick（MARS Music，3721製作/Sony Music代理）
- VSing（Apollo Music）
- Yusobeit（Anthology）
- Zarahn（Heear Music，Warner Chappell代理）
- Zpecial（純粹音樂 Pure Music）
- 太極樂隊（ImEMC Ltd）
- 光頭幫TomFatKi
- 享樂團（浪潮音樂Wave Music，華納唱片代理）
- 拾荒客／Ragpickers（拾荒客Ragpickers）
- 惡夢扭蛋（圓環之境音樂製作 Circe Music Production）
- 達明一派（人山人海 People Mountain People Sea）
- 雷同二友（雷同二友工作室）
- 關勁松的Astrology（Astrology Records）
- Cozy Syndrome（Coziness Music & Design Co. Limited）

## 其他

### 已不再製作新唱片的香港唱片公司
- 永恆唱片
- 愛好娛樂
- 驕陽星藝館（Sundream Music Ltd.）
- 澳滌娛樂（Modic Entertainment）
- 寰宇娛樂文化（Universe Entertainment and Culture）

### 已被收購的香港唱片公司
- 寶麗金──1999年被環球唱片收購
- 非池中音樂──1999年被環球唱片收購
- 飛圖唱片──1999年被英皇娛樂收購
- 創意家族──被環星音樂收購
- 法安利制作 Fiori──被環星音樂收購
- 麗音唱片──被環星音樂收購
- 鑽石唱片──被寶麗多收購
- 寶麗多──被寶麗金收購
- 倫敦飛利浦──被寶麗金收購

### 已合併的香港唱片公司
- 星威唱片──與星光唱片合併
- 藝能動音──與BMG唱片合併
- 音樂工廠──與滾石唱片合併
- 豐藝唱片──與BMG唱片合併
- BMG唱片──與新力音樂合併
- 新力音樂──與BMG唱片合併
- 現代唱片──與BMG唱片合併
- 寶藝星──與寶麗金合併
- 時代唱片──與新力音樂合併
- 金牌娛樂──與台灣百代音樂及步升大風合併
- 百代唱片 (香港)──與香港環球唱片合併

### 已撤出香港市場的香港唱片公司
- 波麗佳音──歌曲版權由嘉音娛樂擁有
- 愛貝克思
- 麗風唱片──歌曲版權由麗風唱片（馬來西亞）擁有
- 滾石唱片
- 皇聲洋行
- 海蝶音樂（香港）

### 已結業／清盤的香港唱片公司
- 亞洲電視
  - aTV亞洲音樂
- 星光唱片──歌曲版權由東亞唱片擁有
- 力圖唱片
- DMI唱片──歌曲版權由環球唱片擁有
- EC Music
- 國際娛樂
- 喜韻唱片
- 康藝成音
- 寶號娛樂
- 星輝唱片
- 嘉禾影視
- 加際唱片──歌曲版權由東亞唱片擁有
- 晶彩意念
- Play Music
- 海岸唱片
- 歌城唱片
- 世紀唱片
- 日昇唱片
- 高傳真唱片
- 積奧納唱片
- 黑白唱片──歌曲版權由環球唱片擁有
- 五洲景龍
- 星工廠
- 建星娛樂
- 天中唱片──部分歌曲版權由東亞唱片擁有
- 特高唱片
- 恆藝亞洲
- OK唱片
- IC唱片
- 東尼機構（香港分公司）
- 新興全音
- 星煥國際──歌曲版權由星演國際擁有
  - 星揚娛樂
- 娛樂唱片──歌曲版權由豐華娛樂音樂經紀擁有
- 東方魅力
- SW Music
- 音樂同盟
- 香泰統一
- 音樂領域
- Bang Bang唱片
- Sanqueen唱片
- 126唱片
- 南國唱片
- 星夢唱片
- 幾何文化
- 東方之星
- 邁亞音樂
- 千禧年代──歌曲版權由台灣天熹娛樂擁有
- 新亞洲娛樂集團
- 博美唱片──歌曲版權由台灣種子音樂擁有
- 嘉音娛樂[2]
- 美亞唱片 Mayar Records[3]
- 夢想沙龍娛樂文化

### 已改名的香港唱片公司
- 嘉音唱片──1998年易名為波麗佳音，2003年改組為豐華唱片香港分部，2018年更名為嘉音娛樂
- Era EMI──1998年易名為千禧年代
- 稻草人娛樂製作──2003年易名為新亞洲娛樂集團
- i-Music Project──2007年易名為驕陽音樂
- 驕陽音樂──2008年易名為驕陽星藝館
- 太陽娛樂文化──易名為Yeah Yeah Group

### 未明去向
- 藝聲唱片
- 興順唱片
- EMP Entertainment
- 呼吸音樂
- Soul Music
- 一激音樂（1G music）
- 移動影音
- 小蘋果兒童音樂
- 催化行動
- 東演音像
- 月姬娛樂文化
- Uptown Music
- K-town
- J-sonic
- Pop Eye
- Boom Beat Music
- TVB Music 正視音樂
- 蜂鳥音樂
- Starj & Snazz娛樂
  - 名將音樂
  - Poo Records
- 雅樂唱片
- 大迴音國際
  - 樂意唱片
- 輝皇娛樂
- Ban Ban Music
- LMC music
- 永恆唱片
- 百利唱片 （页面存档备份，存于）
- 拿索斯唱片
- 妙音唱片 （页面存档备份，存于）
- 音樂動力
- hEhA Music
- 愛美唱片
- 文志唱片 （页面存档备份，存于）
- 明達音樂 （页面存档备份，存于）
- 信昌唱片
- 發記唱片
- 音樂手作（Musechic Limited）
- 摩亞音樂（More Music）
- 框格音樂 （页面存档备份，存于）

## 相關
- 香港四台冠軍歌曲及頒獎禮獲獎列表
- 粵語流行音樂
- 香港歌手列表

## 外部
- Phonographic Performance (South East Asia) Ltd 代表列表 （页面存档备份，存于）
- ifpihk 會員名單 （页面存档备份，存于）